# Kienbichl

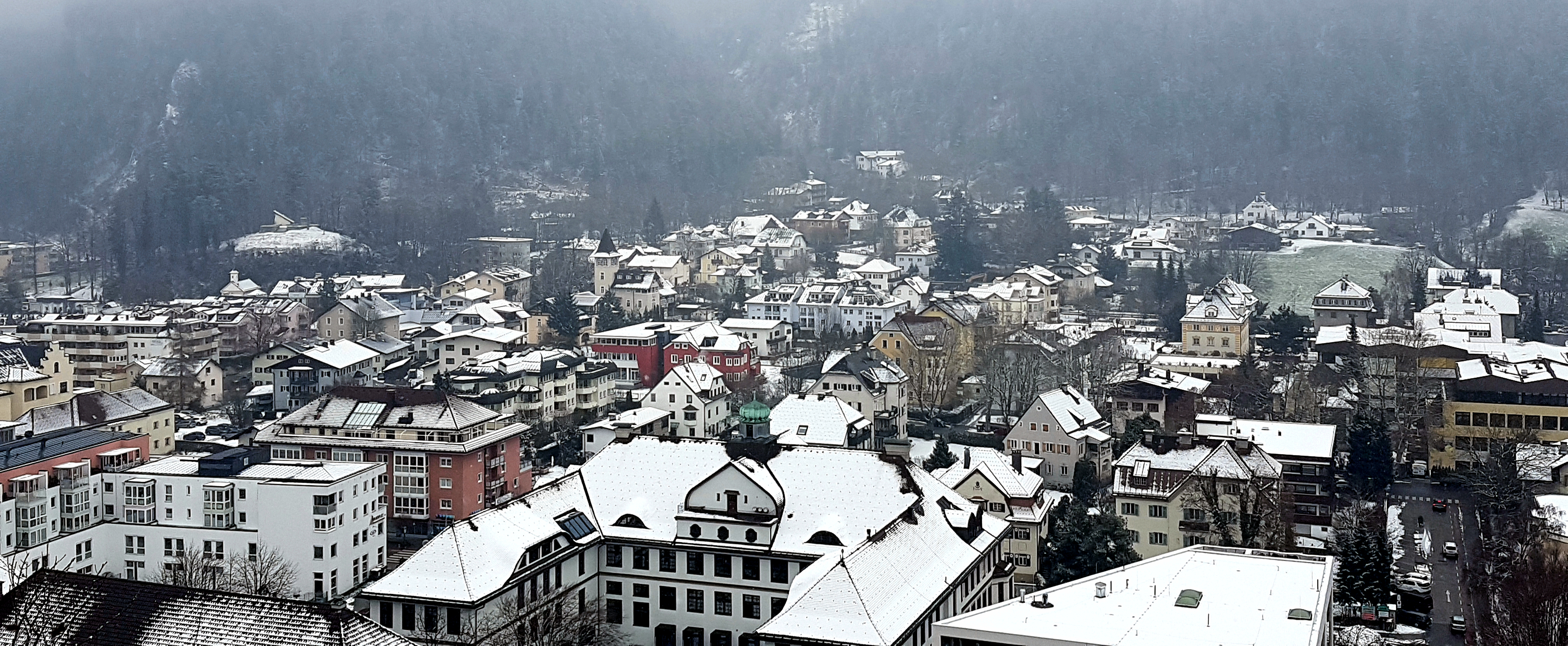
Kienbichl von der Festung Kufstein aus gegen Osten

Kienbichl ist ein Kufsteiner Ortsteil. Er bildet den östlichen Teil des Stadtbezirks Kufstein-Zentrum.
Kienbichl liegt am Fuße des 1273 m hohen Jahnhügels, einem Berg der westlichen Ausläufer des Wilden Kaisers. Durch den Ort fließt der Kienbach, der südlich der Festung in den Inn mündet. Kienbichl besteht überwiegend aus Mehrfamilienhäusern im Villen- und Landhausstil sowie Villen und herrschaftlichen Landhäuser aus der Gründerzeit bis vor dem Zweiten Weltkrieg. Davor war Kienbichl, wie der Urkatasterplan zeigt, ein bäuerlich geprägter Mühlenort. In Kienbichl befinden sich folgende Straßen: Kienbergstraße, Schützenstraße, Maximilianstraße (Nordteil), Pienzenauerstraße, Bachgasse und der Hochwandweg (Südteil), sowie der Fußweg Hörfarterstraße. In der nördlichen Kienbichler Flur befinden sich der Kalvarienberg und der alte Teil des Kufsteiner Friedhofs. Am östlichen Ortsrand am Anstieg des Jahnhügels ist das untere Ende der Kienbergklamm.